# 1016
Il 1016 (MXVI in numeri romani) è un anno bisestile dell'XI secolo.

## Eventi
- La Sardegna, aiutata dalle repubbliche marinare di Pisa e Genova, sconfigge l'arabo Mugahid detto Musetto.
- Rainulfo Drengot in Italia con 250 Normanni.

## Nati
- 25 luglio - Casimiro I di Polonia, sovrano polacco († 1058)
- 28 ottobre - Enrico III il Nero, sovrano tedesco († 1056)
- Adelaide di Susa, sovrana italiana († 1091)
- García III Sánchez di Navarra, re († 1054)
- Nāropā, mistico e monaco buddhista indiano († 1101)
- Yusuf Hass Hajib, politico e scrittore turco († 1077)
- Edoardo l'Esiliato, nobile inglese († 1057)
- Minamoto no Tsunenobu, poeta giapponese († 1097)
- Abbad II al-Mu'tadid, sovrano arabo († 1069)

## Morti
- 23 aprile - Etelredo II d'Inghilterra, re (n. 968)
- 22 maggio - Jovan Vladimir, principe serbo
- 1º luglio - Sulayman ibn al-Hakam, "al-Musta'in", califfo (n. 963)
- 26 luglio - Simeone di Polirone, monaco cristiano italiano
- 2 ottobre - Enrico II di Stade, nobile tedesco
- 5 ottobre - Wichmann III, nobile tedesco
- 30 novembre - Edmondo II d'Inghilterra, re inglese (n. 988)
- Gerberga di Borgogna, nobildonna francese (n. 965)
- Guglielmo IV d'Alvernia, conte
- Hugon di Montboissier, nobile francese (n. 940)
- Alvito Nunes, militare spagnolo
- Rinaldo di Vendôme, vescovo francese
- Uchtred l'Ardito, sovrano anglosassone

## Calendario
| Calendario 1016 | Calendario 1016 | Calendario 1016 | Calendario 1016 | Calendario 1016 | Calendario 1016 | Calendario 1016 | Calendario 1016 | Calendario 1016 | Calendario 1016 | Calendario 1016 | Calendario 1016 | Calendario 1016 | Calendario 1016 | Calendario 1016 | Calendario 1016 | Calendario 1016 | Calendario 1016 | Calendario 1016 | Calendario 1016 | Calendario 1016 | Calendario 1016 | Calendario 1016 | Calendario 1016 | Calendario 1016 | Calendario 1016 | Calendario 1016 | Calendario 1016 | Calendario 1016 | Calendario 1016 | Calendario 1016 | Calendario 1016 | Calendario 1016 |
| --------------- | --------------- | --------------- | --------------- | --------------- | --------------- | --------------- | --------------- | --------------- | --------------- | --------------- | --------------- | --------------- | --------------- | --------------- | --------------- | --------------- | --------------- | --------------- | --------------- | --------------- | --------------- | --------------- | --------------- | --------------- | --------------- | --------------- | --------------- | --------------- | --------------- | --------------- | --------------- | --------------- |
|                 | 1               | 2               | 3               | 4               | 5               | 6               | 7               | 8               | 9               | 10              | 11              | 12              | 13              | 14              | 15              | 16              | 17              | 18              | 19              | 20              | 21              | 22              | 23              | 24              | 25              | 26              | 27              | 28              | 29              | 30              | 31              |                 |
| Gennaio         | Do              | Lu              | Ma              | Me              | Gi              | Ve              | Sa              | Do              | Lu              | Ma              | Me              | Gi              | Ve              | Sa              | Do              | Lu              | Ma              | Me              | Gi              | Ve              | Sa              | Do              | Lu              | Ma              | Me              | Gi              | Ve              | Sa              | Do              | Lu              | Ma              |                 |
| Febbraio        | Me              | Gi              | Ve              | Sa              | Do              | Lu              | Ma              | Me              | Gi              | Ve              | Sa              | Do              | Lu              | Ma              | Me              | Gi              | Ve              | Sa              | Do              | Lu              | Ma              | Me              | Gi              | Ve              | Sa              | Do              | Lu              | Ma              | Me              |                 |                 |                 |
| Marzo           | Gi              | Ve              | Sa              | Do              | Lu              | Ma              | Me              | Gi              | Ve              | Sa              | Do              | Lu              | Ma              | Me              | Gi              | Ve              | Sa              | Do              | Lu              | Ma              | Me              | Gi              | Ve              | Sa              | Do              | Lu              | Ma              | Me              | Gi              | Ve              | Sa              |                 |
| Aprile          | Do              | Lu              | Ma              | Me              | Gi              | Ve              | Sa              | Do              | Lu              | Ma              | Me              | Gi              | Ve              | Sa              | Do              | Lu              | Ma              | Me              | Gi              | Ve              | Sa              | Do              | Lu              | Ma              | Me              | Gi              | Ve              | Sa              | Do              | Lu              |                 |                 |
| Maggio          | Ma              | Me              | Gi              | Ve              | Sa              | Do              | Lu              | Ma              | Me              | Gi              | Ve              | Sa              | Do              | Lu              | Ma              | Me              | Gi              | Ve              | Sa              | Do              | Lu              | Ma              | Me              | Gi              | Ve              | Sa              | Do              | Lu              | Ma              | Me              | Gi              |                 |
| Giugno          | Ve              | Sa              | Do              | Lu              | Ma              | Me              | Gi              | Ve              | Sa              | Do              | Lu              | Ma              | Me              | Gi              | Ve              | Sa              | Do              | Lu              | Ma              | Me              | Gi              | Ve              | Sa              | Do              | Lu              | Ma              | Me              | Gi              | Ve              | Sa              |                 |                 |
| Luglio          | Do              | Lu              | Ma              | Me              | Gi              | Ve              | Sa              | Do              | Lu              | Ma              | Me              | Gi              | Ve              | Sa              | Do              | Lu              | Ma              | Me              | Gi              | Ve              | Sa              | Do              | Lu              | Ma              | Me              | Gi              | Ve              | Sa              | Do              | Lu              | Ma              |                 |
| Agosto          | Me              | Gi              | Ve              | Sa              | Do              | Lu              | Ma              | Me              | Gi              | Ve              | Sa              | Do              | Lu              | Ma              | Me              | Gi              | Ve              | Sa              | Do              | Lu              | Ma              | Me              | Gi              | Ve              | Sa              | Do              | Lu              | Ma              | Me              | Gi              | Ve              |                 |
| Settembre       | Sa              | Do              | Lu              | Ma              | Me              | Gi              | Ve              | Sa              | Do              | Lu              | Ma              | Me              | Gi              | Ve              | Sa              | Do              | Lu              | Ma              | Me              | Gi              | Ve              | Sa              | Do              | Lu              | Ma              | Me              | Gi              | Ve              | Sa              | Do              |                 |                 |
| Ottobre         | Lu              | Ma              | Me              | Gi              | Ve              | Sa              | Do              | Lu              | Ma              | Me              | Gi              | Ve              | Sa              | Do              | Lu              | Ma              | Me              | Gi              | Ve              | Sa              | Do              | Lu              | Ma              | Me              | Gi              | Ve              | Sa              | Do              | Lu              | Ma              | Me              |                 |
| Novembre        | Gi              | Ve              | Sa              | Do              | Lu              | Ma              | Me              | Gi              | Ve              | Sa              | Do              | Lu              | Ma              | Me              | Gi              | Ve              | Sa              | Do              | Lu              | Ma              | Me              | Gi              | Ve              | Sa              | Do              | Lu              | Ma              | Me              | Gi              | Ve              |                 |                 |
| Dicembre        | Sa              | Do              | Lu              | Ma              | Me              | Gi              | Ve              | Sa              | Do              | Lu              | Ma              | Me              | Gi              | Ve              | Sa              | Do              | Lu              | Ma              | Me              | Gi              | Ve              | Sa              | Do              | Lu              | Ma              | Me              | Gi              | Ve              | Sa              | Do              | Lu              |                 |